# António de Oliveira Salazar
António de Oliveira Salazar (Vimieiro, 28 de abril de 1889-Lisboa, 27 de julio de 1970) fue un dictador portugués, que ejerció como primer ministro entre 1932 y 1968 e interinamente la Presidencia de la República en 1951. Fue la cabeza y principal figura del llamado Estado Novo, que abarcó el periodo 1926-1974, si bien el régimen no se consolidó como tal hasta 1933.

## Primeros años de vida

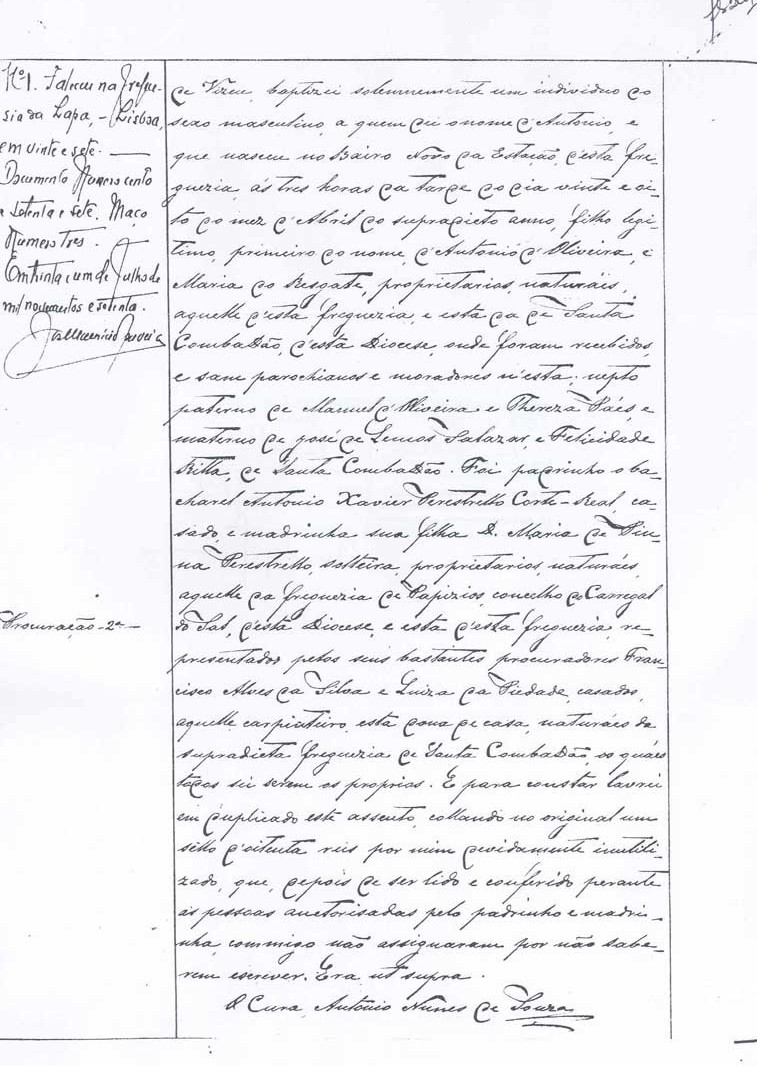
Acta de nacimiento de Salazar

Nació en Vimieiro el 28 de abril de 1889, siendo el único hijo varón de cinco de una modesta familia de campesinos. En 1905 entró como seminarista en Viseo; en aquel tiempo era conocido despectivamente como «el hijo de Manholas».[cita requerida] Dándose cuenta de su falta de vocación religiosa e involucrado en el agitado ambiente político que surge en Portugal a raíz del asesinato del rey Carlos I, se mudó a Coímbra para estudiar Derecho (1910). En 1914 obtuvo el título de bachiller en Derecho y en 1916 la plaza de asistente de Ciencias Económicas. Asumió la regencia de la cátedra de Economía Política y Finanzas en 1917 por invitación del profesor José Alberto dos Reis, antes de doctorarse en 1918.
Durante este período en Coímbra materializa su inclinación por la política en el Centro Académico de la Democracia Cristiana, donde traba algunas amistades, como la del que será después cardenal patriarca de Lisboa, Manuel Gonçalves Cerejeira, con quien compartió alojamiento en la República dos Grilos en Coímbra («república» es el nombre informal que se da a las residencias o albergues estudiantiles). Combate el anticlericalismo de la Primera República con artículos de opinión que escribe para periódicos católicos. Acompaña a Cerejeira en palestras y debates. Estudia a Maurras, Le Play y las encíclicas sociales de León XIII, y va así consolidando su pensamiento y desarrollándolo en sus artículos. Sus opiniones y contactos en el Centro Académico de la Democracia Cristiana le llevarán en 1921 a presentarse como diputado al Parlamento por la ciudad norteña de Guimarães, en las listas del Centro Católico Portugués. Tras ser elegido, y sin encontrar en ello motivación alguna, regresó a la universidad pasados exactamente dos días, tal como había prometido a sus amigos. Se mantiene en su cátedra hasta 1926, escribiendo y dando conferencias.

## Llegada al poder

Estandarte de la Unión Nacional

Con la crisis económica y la agitación política de la I República, que se prolongó incluso después de la Revolución portuguesa de 1926, la dictadura militar llama a Salazar en junio de 1926 para asumir la cartera de Finanzas. Salazar había exigido manos libres para decidir en los asuntos económicos; de lo contrario, prometió dejar el puesto y volverse «en el primer tren que saliera para Coímbra»; así fue. Pasados trece días Salazar renuncia al cargo por no habérsele satisfecho las condiciones que consideraba indispensables para su ejercicio y vuelve a su cátedra en la Universidad de Coímbra.
En 1928, tras la elección del presidente António Óscar de Fragoso Carmona y en vista del fracaso de su antecesor al no conseguir un abultado préstamo externo para equilibrar las cuentas públicas, Salazar vuelve a asumir la cartera. De inmediato Oliveira Salazar exigió controlar los gastos e ingresos de todos los ministerios. Satisfecha la exigencia, impuso una fuerte austeridad y riguroso control de las cuentas; conseguiría un superávit en las finanzas públicas tras el ejercicio económico de 1928-29 y se esforzó en mantener un presupuesto equilibrado, al extremo de recortar severamente los gastos del Estado. «Sé muy bien lo que quiero y a dónde voy», declaró en su toma de posesión.
En la prensa favorable a Salazar sería muchas veces retratado como salvador de la patria debido a que, tras muchos años de dificultades, la economía portuguesa no sufría de déficit presupuestario desde 1928. Este hecho, considerado una proeza, hizo ganar a Salazar un gran prestigio entre las corrientes de la derecha republicana, de los monárquicos y de los católicos.
Posteriormente Salazar volvía a amenazar con su renuncia en caso de que la derecha portuguesa sugiriese limitar sus poderes. Para esas fechas, la economía portuguesa había dejado atrás el déficit y los gravosos empréstitos contratados en el extranjero, y las fuerzas armadas y la élite financiera apoyaban a Salazar, temiendo sufrir nuevamente el caos financiero de la Primera República Portuguesa. Incluso el presidente de la República, el general Carmona, consultaba a Salazar antes de cada remodelación ministerial.
Mientras la oposición democrática se desvanecía en sucesivas pugnas internas sin éxito, se procuraba dar rumbo a la Revolución Nacional impuesta por la dictadura militar, surgida desde 1926. Salazar, rechazando el regreso al parlamentarismo de la República, proporciona la solución: crea la Union Nacional, un movimiento político nacional (en la práctica un partido único) aglutinador de todos cuantos quisieran servir a la patria.
En 1932, tras la dimisión de varios primeros ministros y ya con una consolidada figura en el Gobierno, Salazar asume el cargo de primer ministro de Portugal. Ese año se lanza el proyecto para crear una nueva Constitución, y Salazar llamaría a un grupo de notorios profesores universitarios para crearla, modelando un texto fuertemente autoritario y centrado en los poderes del primer ministro. En 1933, después de someter a plebiscito la Constitución, esta se aprueba y entra en vigor, naciendo así el Estado Novo y también el salazarismo.

## Gobierno y Estado Novo
Con la Constitución de 1933, Salazar instituyó y consolidó el Estado Novo, un régimen nacionalista corporativo con amplios poderes conferidos al Ejecutivo en el control del Estado. La cuestión del tipo de régimen (monarquía o república) es sutilmente dejada de lado, mientras los cargos de poder eran distribuidos entre las dos corrientes. Salazar basó su filosofía política en una interpretación de la doctrina social católica, muy similar al régimen contemporáneo de Engelbert Dollfuss en Austria. El sistema económico, conocido como corporativismo, se basó en interpretaciones similares de las encíclicas papales Rerum novarum (León XIII, 1891) y Quadragesimo anno (Pío XI, 1931), que estaban destinados a evitar la lucha de clases y transformar las preocupaciones económicas secundarias en los valores sociales. Rerum novarum argumentó que las asociaciones laborales eran parte del orden natural, como la familia. El derecho de los hombres a organizarse en sindicatos y a participar en actividades laborales era por lo tanto inherente y no podía ser negado por los empleadores o el Estado. Quadragesimo anno proporcionó el borrador para la construcción de un sistema corporativo católico.

### La guerra civil española
Salazar defendía la estabilidad de la vida nacional y temía que la guerra de España pudiese afectar a Portugal. Intensificó la censura y la acción de la policía política PIDE (Policía Internacional y de Defensa del Estado). Portugal proporcionó al bando sublevado un importante apoyo logístico: permitió la comunicación entre los ejércitos sublevados del norte y del sur cuando aún no podían establecer contacto por tierra, concedió libre tránsito a suministros militares destinados al bando sublevado, repatrió a refugiados republicanos y aportó una modesta cantidad de combatientes (los Viriatos) y armamento para los sublevados.
Tras la llegada del general Francisco Franco al poder, Salazar se ocupó de mantener buenas relaciones diplomáticas con la España franquista, si bien durante la Segunda Guerra Mundial temió por unos meses que Franco, con el apoyo del Tercer Reich, intentara invadir Portugal y anexionarlo a España. A partir de 1945, las relaciones hispano-portuguesas se mantuvieron en un buen nivel, aunque marcadas por la mutua desconfianza personal existente entre los mandatarios de ambos países. Al contrario de lo que muchos creen,[¿quién?] y de lo que los dos gobernantes declararon a la prensa en innumerables ocasiones, Franco y Salazar no se tenían ninguna simpatía. Franco consideraba al portugués taimado y poco claro; Salazar despreciaba en Franco al espadón sin cultura. A título de curiosidad, las entrevistas entre ambos se celebraban en portugués; Franco se defendía con el gallego lo suficiente como para conversar con su homólogo lusitano.

El hombre de Estado más completo, el más digno de respeto que he conocido es Salazar. Lo considero una personalidad extraordinaria por su inteligencia, su sentido político, su humanidad... Su único defecto es probablemente la modestia.
Francisco Franco, entrevista, 13 de enero de 1958, Le Figaro.

### Salazar y la monarquía
Salazar alimentó él mismo el mito de su «ideal monarquista» al inicio de su gobierno, con el fin de obtener el apoyo del sector integrista portugués para el Estado Novo. Pero esto no pasó de ser un juego político del mismo Salazar. Su antimonarquismo ya se había demostrado durante su militancia en el Centro Católico, cuando en un congreso en 1922 llamó al centro a aceptar la república «sin pensamientos reservados», es decir, aceptar la nueva forma del Estado y renunciar a una restauración monárquica. Esto provocó la marcha de varios católicos monárquicos del centro.
Tras la derrota de la Monarquía del Norte, un centenar de oficiales fueron expulsados del Ejército portugués, pero el Gobierno de António Maria da Silva propuso su restitución. Esto se paralizaría con el golpe de Estado que dio origen a la Dictadura Nacional. Salazar diría en un discurso en 1928 que el debate acerca de la forma de Estado (monarquía o república) era la última de las prioridades del país. En 1930 el teniente coronel Adriano Strecht de Vasconcelos entrega al presidente de la República Óscar Carmona un documento titulado A situação jurídica dos militares afastados do serviço do exército em 1919 (en español La situación jurídica de los militares apartados del servicio militar en 1919) donde pedía justicia para los afectados. Salazar lo rechazó, impidiendo la restitución de los exoficiales monárquicos en el Ejército.
Tras la muerte de Manuel II en 1932, Salazar empezó la destrucción total del mito de la monarquía. Entonces su Gobierno se adueñó de las antiguas propiedades de la dinastía de Braganza y creó la Fundação da Casa de Bragança (Fundación de la Casa de Braganza).
Veinte años después, en 1951, Salazar dio un discurso en el congreso de la Unión Nacional en el que dejaba en claro su desprecio por la monarquía, y destruyó las esperanzas sobre una posibilidad de restauración.

### El concordato
Salazar descartó la indemnización de la Iglesia católica por la nacionalización de sus bienes durante la I República. A pesar de su acción en el Centro Católico y de ser él mismo profundamente católico, la separación de poderes entre el Estado y la Iglesia era un propósito firme del salazarismo. La definición de las relaciones entre el Estado portugués y la Iglesia católica se oficializaría en 1940 por medio de un concordato. La separación Iglesia-Estado supuso el distanciamiento de quien había sido su amigo, el cardenal Cerejeira, al ocupar este la sede episcopal lisboeta.

### La Segunda Guerra Mundial y relaciones exteriores

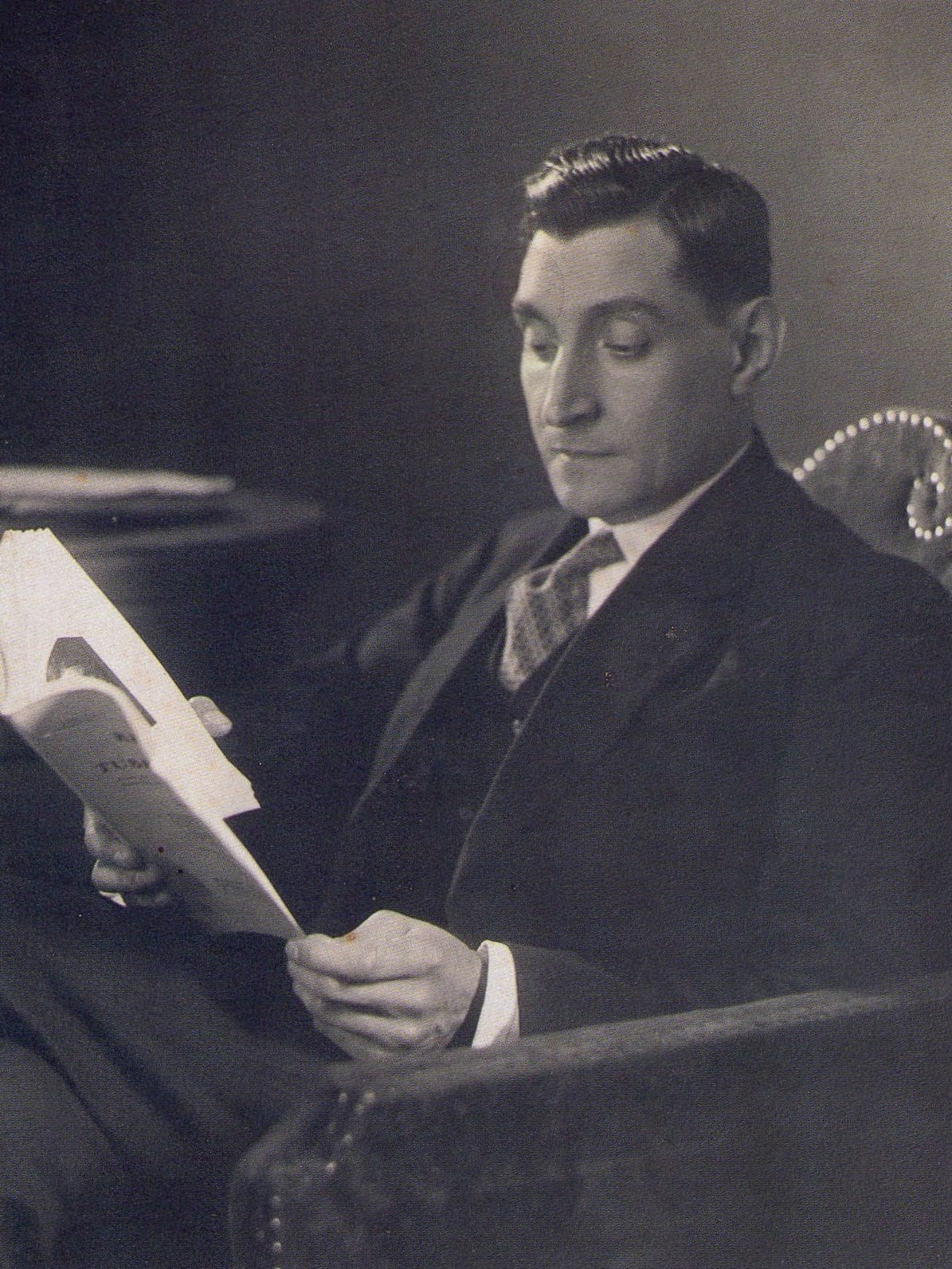
Salazar fotografiado en 1940

En 1934, varios años antes de que comenzara la guerra, el dictador Salazar aclaró en un discurso oficial que el nacionalismo portugués no incluía «el ideal pagano y antihumano para deificar una raza o imperio». Nuevamente, en 1937, Salazar publicó un libro donde criticó las leyes de Núremberg aprobadas en 1935 en Alemania, considerando lamentable que el nacionalismo alemán estuviera «manchado por características raciales tan bien marcadas.»
Salazar asume la cartera de Asuntos Exteriores desde la guerra civil española, donde no oculta su simpatía hacia el bando sublevado. Con la Segunda Guerra Mundial el propósito del Gobierno de Salazar es mantener la neutralidad y la alianza con el Reino Unido. El Reino Unido reconoció el importante papel de Salazar el 15 de mayo de 1940, cuando Douglas Veale, de la Universidad de Oxford, le informó que el Consejo Hebdomadal de la universidad había decidido por unanimidad invitarlo a aceptar el grado honorario de doctor en Derecho Civil. En septiembre de 1940, Winston Churchill escribió a Salazar para felicitarlo por su política de mantener a Portugal fuera de la guerra, reconociendo que «como tantas veces antes, durante los muchos siglos de la alianza anglo-portuguesa, los intereses británicos y portugueses son idénticos en esta cuestión vital». Samuel Hoare, el embajador británico en Madrid de 1940 a 1944, reconoció el papel crucial de Salazar para mantener a la península ibérica neutral durante la Segunda Guerra Mundial, y lo elogió por ello. Hoare afirmó que «Salazar detestaba a Hitler y todas sus obras» y que su Estado corporativo era fundamentalmente diferente de un Estado nazi o fascista, porque Salazar nunca dejaba dudas sobre su deseo de una derrota nazi. Asimismo aseguró que, en sus treinta años de vida política, se había encontrado con la mayoría de los principales hombres de Estado de Europa, y que consideraba a Salazar entre los primeros. Salazar era para él un pensador erudito e impresionante, en parte profesor, en parte sacerdote, en parte recluso de creencias inquebrantables en los principios de la civilización europea. Lo consideraba ascético, concentrado en servir a su país, con un conocimiento enciclopédico de Europa, e indiferente a la ostentación, el lujo o el beneficio personal. Hoare creía firmemente en Salazar como «un hombre de una sola idea, el bien de su país, no querer poner en peligro la obra de regeneración nacional a la que había dedicado toda su vida pública».
Primeramente, una intensa actividad diplomática hacia Francisco Franco intenta evitar que España se alíe a Alemania e Italia, en el previsible caso de que los países del Eje con España verían la ocupación de Portugal como medio de controlar el océano Atlántico y cerrar el mar Mediterráneo, lo que desviaría el centro de gravedad de la guerra hacia la península ibérica. Con España se celebra el Pacto Ibérico (1942), logrando ambos países quedar fuera de la guerra.
Salazar no toleró desvíos de los diplomáticos portugueses que arriesgaran su política externa. Cuando el cónsul portugués en Burdeos, Aristides de Sousa Mendes, concedió una gran cantidad de visados a refugiados (incluyendo algunos judíos) que trataban de escapar de los nazis, ignorando las instrucciones del Ministerio de Asuntos Exteriores, Salazar fue implacable y lo destituyó. Solamente debían otorgar visados de tránsito: en los demás casos, los cónsules y diplomáticos debían pedir una autorización previa al Ministerio de Asuntos Exteriores.
Salazar fue injustamente acusado de haber expulsado ignominiosamente a Aristides de Sousa Mendes del servicio público y haberlo privado de sus libertades civiles, por lo que quedó reducido a una notoria pobreza y asistido de caridad por la comunidad judía de Lisboa hasta su fallecimiento en 1954. En realidad, Aristides de Sousa Mendes no fue expulsado, y siguió recibiendo su sueldo de cónsul durante catorce años, hasta el día de su fallecimiento.

### El papel de las Azores
En 1943, en plena Segunda Guerra Mundial, los aliados intentan utilizar las Azores como base de apoyo para sus fuerzas aéreas. El Gobierno de Portugal, sin medios para oponerse a esta exigencia, cedió a la presión aliada. Salazar negoció como contrapartida el suministro de armamento, temiendo un posible ataque de una Alemania debilitada pero aún fuerte, usando el territorio de España como vía de tránsito. Salazar pidió también la garantía de que la provincia ultramarina portuguesa de Timor Oriental (invadida y ocupada por tropas japonesas en marzo de 1942) sería restituida a su metrópoli una vez acabada la contienda mundial.
Aunque Portugal había declarado su neutralidad desde 1939 y mantenía embajadas en los países del Eje y de los aliados, Salazar trató de mantener una posición de simpatía con la Italia fascista y el Tercer Reich, pero reconociendo a la vez que la situación geográfica de Portugal hacía a su país más proclive a sufrir un ataque de británicos o estadounidenses. Con los canales diplomáticos y comerciales abiertos con ambos bandos beligerantes, la balanza comercial portuguesa mantuvo saldo positivo durante buena parte del conflicto.
Las sedes diplomáticas del Reino Unido y de los Estados Unidos coexistían en Lisboa con las de la Italia fascista y la Alemania nazi, pero Salazar dio instrucciones para que los agentes diplomáticos de esos países ejecutasen sus funciones (que incluían el espionaje) sin interferencia del Gobierno lusitano, bajo la condición de que los agentes extranjeros no se implicaran en cuestiones políticas de Portugal. Esto no impidió que el 2 de mayo de 1945 Salazar enviase a Alemania un mensaje oficial de condolencias por la muerte de Adolf Hitler: fue uno de los dos únicos telegramas de pésame que un Gobierno extranjero remitió por ese hecho (el otro llegó de Irlanda, gobernada por Éamon de Valera).

## La posguerra
Los servicios prestados por Portugal a la causa aliada en la Segunda Guerra Mundial permitieron que el régimen intentase forzar un acercamiento hacia el Reino Unido y los Estados Unidos. Consideraban que Portugal, pese a sus simpatías profascistas, jamás había apoyado activamente el esfuerzo de guerra del Eje, y no había por tanto razones para marginarlo de la misma manera que a la España franquista (que, si bien se mantuvo una postura oficial neutral y luego no beligerante, se había ganado la condena de los vencedores por actividades como la cooperación económica con la Alemania nazi, o por patrocinar el envío de la División Azul contra la Unión Soviética).

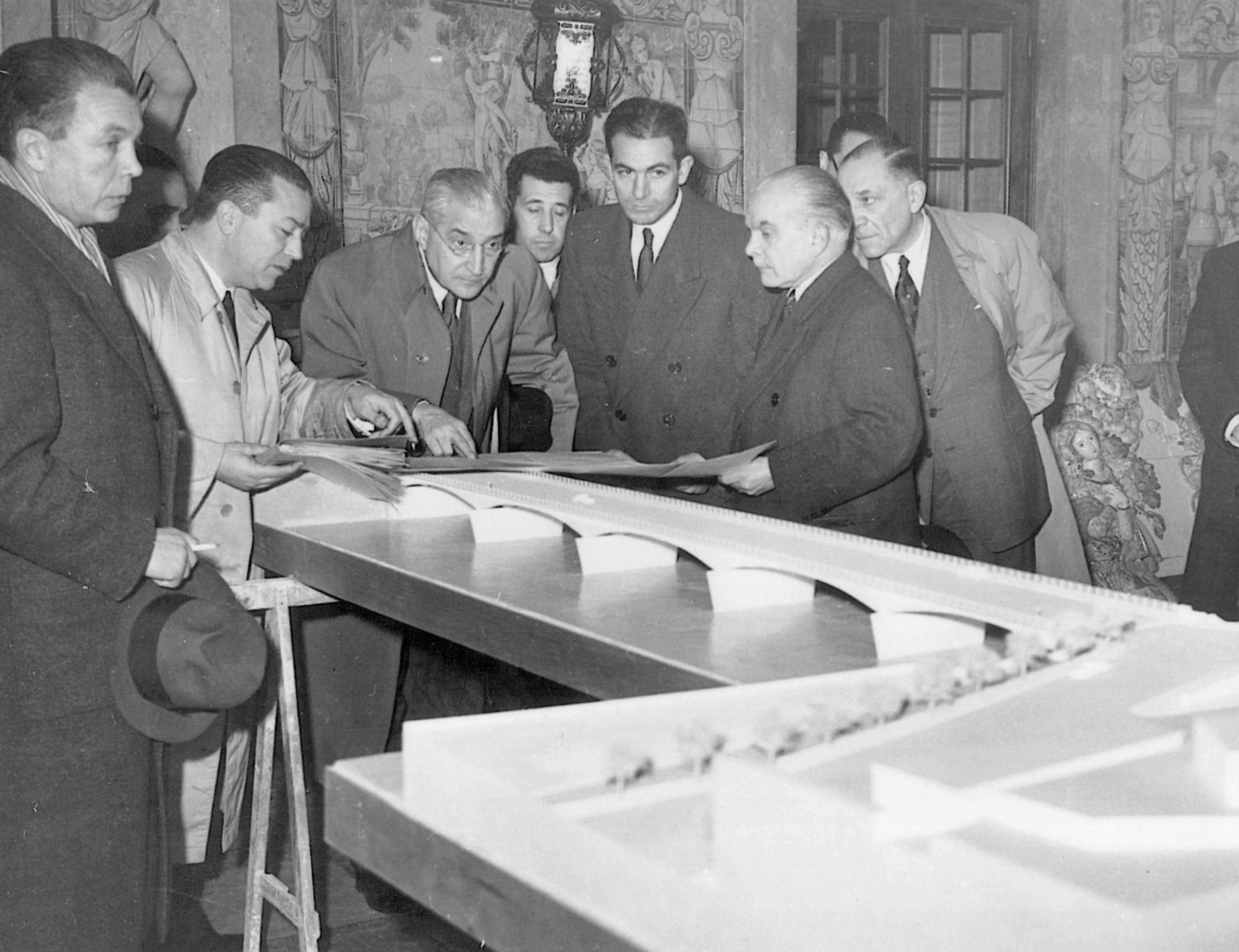
António Salazar (al centro) visita la maqueta del puente Santa María de Coímbra (década de 1950).

Salazar trató de explotar al máximo su otorgamiento de las bases aéreas en las islas Azores, apoyado por el hecho que su Estado Novo no había tenido líderes políticos abiertamente pronazis durante la guerra (a diferencia de la Falange española). Tras 1948, los esfuerzos de Salazar lograron mayor ímpetu, cuando las crisis entre los EE. UU. y la URSS (como el bloqueo de Berlín) dieron nacimiento a la Guerra Fría, donde Salazar podía mostrar el ferviente anticomunismo de su régimen como credencial para ganar el apoyo político de los Estados Unidos. De hecho, Salazar combinó su anticomunismo con su apoyo a los aliados en 1943 para lograr que Portugal fuese invitada a unirse a la Organización del Tratado del Atlántico Norte en 1949, pese a ser el único miembro de esta alianza que jamás había roto relaciones con la Alemania nazi.
El anticomunismo de Salazar sirvió para sostener la economía portuguesa en función a los mercados de Estados Unidos y Europa Occidental, aunque la escasez de materias primas valiosas en Portugal, así como la poca extensión y población del territorio, impidieron que los capitales extranjeros iniciaran una efectiva industrialización del país. Peor aún, durante la década de 1950 Salazar mostró una fe inquebrantable en sostener la autarquía económica de Portugal hasta donde fuese posible, lo cual mantuvo al país como un exportador neto de materias primas de bajo precio (alcornoques, pesca o productos frutales).
Ante la depresión económica de Portugal, en contraste con el crecimiento económico de Europa Occidental, una enorme cantidad de portugueses emigraron desde inicios de la década de 1960, predominantemente hacia Francia o Bélgica, en busca de mejores condiciones de vida, trabajando como obreros. Otros menos migraron hacia Brasil. El temor al reclutamiento masivo de tropas para la guerra colonial en África aumentó el volumen de la emigración portuguesa, al punto que hacia 1974 casi 500 000 emigrantes lusos vivían en los barrios obreros de Francia.

### Guerra colonial en ultramar
Defensor de una política colonialista que veía a Portugal aún como un imperio ultramarino, Salazar apostó por la guerra colonial cuando los movimientos independentistas de Guinea, Angola y Mozambique pretendieron escindirse de Portugal. Esta política fue rechazada por la mayoría de los países del mundo, máxime en un contexto de independencia colonial donde otras naciones europeas como el Reino Unido o Francia, e incluso otras dictaduras ideológicamente cercanas a Portugal como la España franquista, ya habían aceptado la imposibilidad práctica de sostener remotos imperios coloniales, aunque luego Reino Unido y Francia conservaron gran parte de sus colonias de ultramar. 
Además, la posición de Salazar para mantener a toda costa el Imperio colonial portugués carecía de apoyos en la OTAN (de la cual formaba parte Portugal) y era rechazada por los Estados Unidos (aliado económico del régimen). Salazar consideraba que la posesión de extensas colonias era la única opción para que Portugal pudiera jugar un importante papel en la escena internacional y asegurarse la prosperidad económica, así como afianzar su identidad patria, consciente que la metrópoli tenía poca extensión, poca población y escasos recursos naturales de gran valor, lo cual la condenaría a ser «nación de segunda fila en el concierto europeo» si perdía sus colonias.
Ante el visible rechazo al tardío imperialismo de Portugal, Salazar se vio obligado a estimular una política de aislacionismo internacional respecto a la descolonización bajo el lema «Orgulhosamente sós» ('orgullosamente solos'). Salazar rechazó incluso la incorporación de Goa dentro de la India y, después que el Gobierno indio la tomara militarmente en diciembre de 1961, el régimen de Lisboa insistió en considerar a Goa provincia ultramarina, nombrando «gobernadores» o emitiendo sellos postales para dicho territorio.
Manifestó sin embargo poco interés en las poblaciones colonizadas. Entre 1941 y 1948, una prolongada hambruna en Cabo Verde provoca la muerte de 50 000 personas, un tercio de la población, ante la «indiferencia total» del Gobierno portugués: no llegó a enviarse ninguna ayuda humanitaria. Tras la Segunda Guerra Mundial, las colonias estaban todavía muy poco desarrolladas. En Santo Tomé y Príncipe, todavía ninguna escuela secundaria había sido abierta, mientras que en Mozambique y Angola las únicas instituciones abiertas en anexos a la Universidad de Coímbra estaban destinadas a los hijos de colonos.

### La oposición al régimen

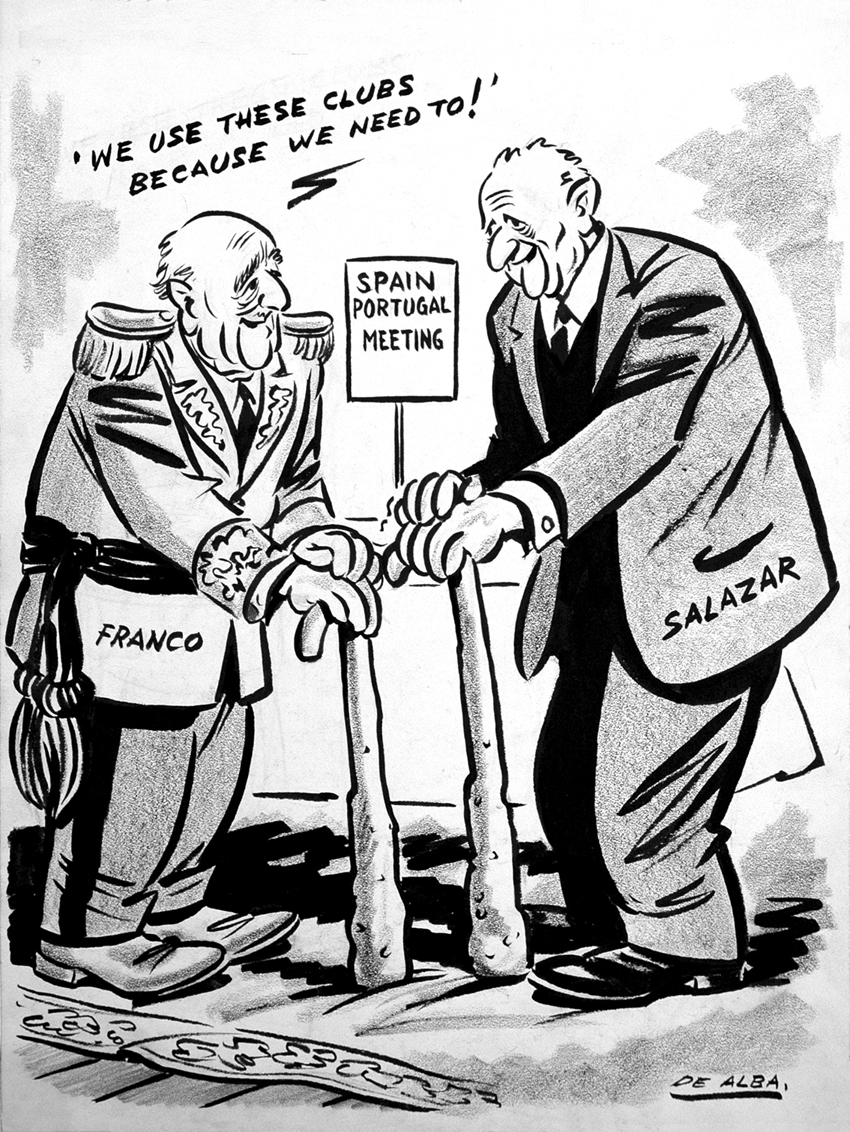
Caricatura de De Alba publicada por The Washington Daily News en la que los ancianos dictadores de España y de Portugal, Francisco Franco y Oliveira Salazar, se reúnen para dialogar: «¡Usamos estos garrotes porque los necesitamos!»

El autoritarismo de Salazar le llevó a tomar una posición contraria al sindicalismo libre. Esta postura, que debilitaba las demandas del movimiento obrero, fue contestada por una parte de la población, que se rebeló. Las fuerzas de seguridad reprimieron duramente dichas protestas públicas, siendo habitual que la Guarda Nacional Republicana (GNR) causara muchos heridos y muertos. Una de aquellas víctimas sería la joven Catarina Eufémia, que se convertiría en la personificación de la resistencia antisalazarista.
Mientras tanto, los movimientos comunistas y socialistas, aunque proscritos, siguieron en su resistencia al régimen de Salazar. Los enormes gastos de la guerra colonial en la década de 1960 incluso causaron la pérdida del apoyo de militantes de la derecha, que lamentaban el atraso económico de Portugal en comparación a los países de Europa Occidental (e incluso respecto a España), mientras los ingresos fiscales laboriosamente ganados eran gastados mayoritariamente en una guerra colonial.
Para acallar las voces de oposición, el régimen de Oliveira Salazar recurrió a la PIDE para la represión política, al mismo tiempo que lograba infiltrar a la PIDE en casi todos los sectores y grupos de la sociedad portuguesa, desde las fuerzas armadas hasta los sindicatos, pasando por la Iglesia católica local y la militancia del Partido Comunista Portugués.

### Obras
Con un gobierno transformado en el régimen más longevo de Europa Occidental, Salazar dejó varias obras públicas tales como el puente Salazar (ahora puente 25 de abril), el mirador-monumento a Cristo-Rei, que demuestra su alianza con el catolicismo conservador de Portugal, el Estadio Nacional de Portugal, el Aeropuerto de Lisboa, el Instituto Nacional de Estadística de Portugal, autopistas y otras. Sin embargo, su obstinación en mantener las colonias aisló a Portugal y retrasó su crecimiento durante décadas debido al alto costo económico y social que significaba para una economía débil y precaria como la de Portugal el sostener la guerra colonial tanto en África como en Asia y sus respectivos gobiernos coloniales.

## Retirada del poder
El principio del fin de Salazar comenzó el 3 de agosto de 1968, cuando tenía ya 79 años. Durante sus vacaciones en el Forte de Santo António, en Estoril, Salazar se preparaba para que le tratara su podólogo cuando se dejó caer en una silla de lona. La silla cedió, Salazar se cayó violentamente y se llevó un fuerte golpe en la cabeza. Otras fuentes indican que el golpe lo recibió en su bañera. Lo cierto es que el accidente quedó oculto por orden del propio Salazar, quien, tras levantarse, se negó a recibir atención médica, exigiendo secreto a los presentes. El primer ministro regresó a Lisboa. Quince días después, Salazar admitió estar enfermo y, el 6 de septiembre, lo trasladaron de urgencia en un coche desde su residencia en São Bento, Lisboa, al Hospital de São José, donde lo operaron de urgencia.
El 27 de septiembre, el presidente Américo Tomás llama al profesor Marcelo Caetano para que sustituya al profesor Salazar, incapacitado para las tareas de gobierno. Nadie, sin embargo, se atrevió a notificárselo a Salazar. De hecho, hasta su fallecimiento en 1970, quienes trataban diariamente con él le hacían creer que todavía gobernaba el país, incluso después de haber asumido el gobierno el profesor Caetano.

## Vida personal
De Salazar, soltero, se dice que mantuvo varias relaciones amorosas con mujeres mucho más jóvenes que él. A lo largo de su vida fue atendido por Maria de Jesús, su ama de llaves. De costumbres moderadas, usaba unas fuertes botas que le acarrearon ese apodo entre el pueblo. Hombre frío y distante, casi no mantuvo tratos con sus hermanas, únicas familiares directas que vivían cuando accedió al poder, y solo manifestaba cordialidad con algunos íntimos, como su ahijada. Hay escasas imágenes en las que se le ve sonriente en su compañía. Solo aceptaba regalos en forma de flores o libros.
No hay un gran anecdotario personal en torno a su figura; ni siquiera compartía la afición de sus compatriotas por el fado o el fútbol (el fado lo calificaba de deprimente e inmoral), lo que no le impidió fomentar ambos espectáculos, hasta el punto de que su régimen era llamado «el de las tres F: fado, fútbol y Fátima». Se le dio sepultura en la parroquia de Vimieiro, en Santa Comba Dão, en una modesta tumba donde descansa con sus padres.

### Algunas cuestiones relacionadas con Salazar
- Por un decreto de 1937, obligó a usar el llamado teclado nacional o teclado HCESAR en las máquinas de escribir que se vendieran en la nación. Este teclado, llamado así por la secuencia de sus letras de la primera fila, suplió al AZERTY francés por permitir una redacción dactilográfica más rápida en textos portugueses. Así, las máquinas de escribir HCESAR eran obligatorias en las dependencias públicas, y entre 1938 y 1974 eran las más habituales en los comercios portugueses. Desde 1974, las máquinas HCESAR se han convertido en curiosas piezas de coleccionista.

- J. K. Rowling, la escritora británica de la famosa saga Harry Potter, residió en Oporto (Portugal), donde trabajó como profesora de inglés en 1993 y donde concibió una hija con un novio portugués. Por eso se basó en el apellido del dictador para crear el personaje de Salazar Slytherin.

- Salazar ganó una votación popular para elegir a los «grandes portugueses» promovida por el canal Radio y Televisión de Portugal (RTP).[19] No obstante, algunos periodistas e intelectuales portugueses dudaron de los resultados de la votación, que podrían haber sido manipulados por la RTP.[cita requerida]